# Патријарх антиохијски Јеротеј
Патријарх Јеротеј (грч. Ο Πατριαρχης Ιεροθεος, рођ. Јован, 1800, Јерусалим — 25. март 1885) — епископ Антиохијске патријаршије.од 1850. до 1885. – Патријарх антиохијски и целог Истока.

## Биографија
Рођен је око 1795. године у селу Хора (Хоскои) у Источној Тракији.
Студирао је у Цариграду, где је стекао образовање. Тамо је замонашен и уведен у чин јерођакона 1823, а у јеромонаха 1828. године.
29. марта 1833. године посвећен је за епископа таворског.
Више пута је био у Руској империји ради прикупљања средстава за отплату дугова братства Светог гроба. У Јерусалим се вратио 1839. године и уздигнут је у чин архиепископа таворског.
19. октобра 1850. године изабран је за антиохијског патријарха и по доласку у Дамаск у тешком стању прихватио је патријаршијски трон. Захваљујући помоћи Руске империје, почела је обнова црквеног система, али је устанак 1860. године поново довео црквени живот у стање опадања.
Добивши од турске владе надокнаду у износу од 65 хиљада турских лира, започео је обнову порушених цркава и манастира и на крају његове патријаршије у Антиохијској цркви је била 321 служећа црква, 17 манастира (укључујући 5 ставропигијалних), 75 црквене школе и једну богословију у Бејруту, која се налази под финансијским старањем митрополита Гаврила. Такође у Бејруту је била једина школа за православне ученице.
Патријарх се упокојио 25. марта 1885. године у Дамаску.